# Михайло (імператор Трапезунда)
Михайло I (грец. Μιχαήλ Μέγας Κομνηνός; бл. 1288 — після 1355) — імператор Трапезунда в 1341 і 1344—1349 роках.

## Життєпис
Походив з династії Великих Комнінів. Молодший син Іоанна II, трапезундського імператора, і Євдокії Палеологіни. Народився близько 1288 року. Після смерті батька 1297 року разом з матір'ю перебрався до Константинополя. Тут здобув освіту, одружився з представницею впливового роду Акрополітів.
1341 року після смерті імператора Василя I владу в Трапезунді отримала його удова Ірина Палеологіна. За рішенням регентської ради, де значну вагу мав рід Схоларіїв, її чоловіком повинен був стати Михайло, який на той час вже втратив дружину. Втім той правив лише 1 день. За підтримки населення та мегадуки Іоанна Євнуха небога Михайла — Анна повалила останнього, захопивши трон. Михайла було відправлено до Лімнії.
У 1342 році його син Іоанн захопив трон Трапезунда, але залишив Михайла в засланні. 1344 року Микита Схоларій повалив Іоанна III, зробивши Михайла знову імператором. Втім фактична влада перейшла до Схоларія, який отримав титул мегадуки. Також ще більше посилився вплив генуезців, які 1344 і 1345 років змусили імператора заборонити зведення укріплень навколо венеційської факторії біля Трапезунда. 1345 року за підтримки повсталих трапезундців позбавив Микиту Схоларія влади, призначивши мегадукою Іоанна Кавасіта.
1346 року кордони імперії атакував Еретна-бей, який захопив Іної. 1347 року значної шкоди завдала епідемія чуми. 1348 року почався конфлікт з Генуєю. Спочатку генуезький флот захопив та сплюндрував місто Керасунду. В битві на морі загинув мегадука Кавасіта. У відповідь трапезундці знищили усі генуезькі укріплення на суходолі. Цією війною скористався Еретна-бей, який спільно з Тур-Алі, беєм Ак-Коюнлу, та огузами-чеші атакував околиці Трапезунду. Втім війська Михайла зуміли відбити напад.
За цих обставин 1349 року Михайло уклав з Генуєю нову угоду: в обмін на Керасунт віддавав важливий порт Леонкастрон, внаслідок чого фактичний контроль за торгівлею переходив за генуезців. Намагаючись подолати внутрішні складнощі, що виникли внаслідок невдоволення угодою в Генуєю, повернув на посаду мегадуки Микиту Схоларія. Втім останній невдовзі повалив імператора, звівши на трон Олексія, сина імператора Василя.
Михайла змусили стати ченцем в монастирі Св. Сави. 1351 року заслано до Константинополю. 1355 року він спробував відновитися на троні, але марно. Подальша доля невідома.